# Oraesia nobilis
Oraesia nobilis är en fjärilsart som beskrevs av Felder och Alois Friedrich Rogenhofer 1874. Oraesia nobilis ingår i släktet Oraesia och familjen nattflyn. Inga underarter finns listade i Catalogue of Life.